# 高德街道 (北海市)
高德街道是中华人民共和国广西壮族自治区北海市海城区下辖的一个街道。总面积60平方公里，总人口3.15万人。

## 行政区划
高德街道下辖以下地区：
岭底社区、庙山社区、沙脚社区、高德一居社区、上海中路社区、上海北路社区、翁山村、高农村、高菜村、开江村、马栏村、军屯村、垌尾村、赤西村和北海工业园区社区。

## 历史
建国初为北海市第二区，1958年属北海市效区人民公社，1962年成立高德公社。1984年改称高德乡，1987年改称高德镇。1995年4月脱离高德镇，成立城北镇筹建领导小组，1996年7月成立靖海镇。2005年改为高德街道办事处。